# ويلي كلايس
ويلي كلايس هو دبلوماسي وموزع وسياسي بلجيكي، ولد في 24 نوفمبر 1938 في هاسلت في بلجيكا. حزبياً، نشط في Vooruit (political party) ‏. وقد انتخب وزير الخارجية البلجيكي ‏ (7 مارس 1992 – 10 أكتوبر 1994) وانتخب عضو مجلس النواب من بلجيكا وانتخب الأمين العام لحلف الناتو (17 أكتوبر 1994 – 20 أكتوبر 1995).